# Barzan Ibrahim al-Tikriti
Barzan Ibrahim al-Tikriti (in arabo: برزان إبراهيم الحسن التكريتي; Tikrit, 17 febbraio 1951 – al-Kazimiyya, 15 gennaio 2007) è stato un agente segreto iracheno, uno dei tre fratellastri di Saddam Hussein e leader del Mukhabarat, i servizi segreti iracheni. È noto anche come Barazan Ibrahim al-Tikriti, Barasan Ibrahem Alhassen e come Barzan Hassan..

## Biografia
Lavorò presso la polizia segreta irachena fin dagli anni settanta ma è a partire dal 1995 che cominciò la sua scalata al potere: divenuto intimo amico e collaboratore di Saddam, il dittatore iracheno lo pose in quell'anno a capo del Mukhabarat ed in questa veste Barzan divenne uno degli esponenti del regime più spietati nel reprimere le opposizioni interne.
Dal 1989 al 2000 fu il rappresentante dell'Iraq presso le Nazioni Unite a Ginevra: fece anche parte della commissione per i diritti umani e difese a spada tratta il suo governo dalle accuse di crimini contro l'umanità. Tuttavia gli Stati Uniti e non credettero alle sue parole e gli ufficiali americani stilarono un elenco, denominato la "sporca dozzina di Saddam", in cui Barzan era incluso.
Nel marzo del 2003, quando scoppiò la guerra in Iraq, le truppe statunitensi si misero immediatamente alla caccia di Barzan e nel famoso mazzo di carte stilato dal governo di George W. Bush egli era il re di picche (in pratica il numero 5 del regime). Nell'aprile dello stesso anno alcuni aerei da guerra sganciarono sei bombe a guida satellitare contro un'abitazione situata nella città di Ramadi, a ovest di Baghdad, dove si pensava si nascondesse Barzan. Il 17 dello stesso mese fu in seguito localizzato a Tikrit e catturato vivo da un commando dei Berretti Verdi dell'Esercito degli Stati Uniti, la cui notizia fu diffusa soltanto alla fine dell'estate.
Contro Barzan, Awad Hamed al-Bandar e Saddam Hussein partì un processo per crimini contro l'umanità, genocidio ed altri reati politici. Barzan fu condannato a morte il 3 dicembre 2006 per complicità nel massacro di Dujail, durante il quale era responsabile dei servizi segreti che coordinarono la repressione.
Scrisse una lettera a Bush ed al nuovo capo di Stato iracheno Jalal Talabani chiedendo di essere rilasciato per via di un cancro che lo affliggeva, ma la sentenza fu comunque confermata il 26 dicembre.
La condanna a morte per impiccagione fu eseguita il 15 gennaio del 2007 ad Al-Kazimiyya, un sobborgo di Baghdad.
Barzan Ibrahim al-Tikriti lascia un figlio, Omar al-Tikriti, che in questo momento si trova in esilio in Yemen.

## Polemiche
Tra le pene capitali, la cui esecuzione destò riprovazione nella comunità internazionale, vi fu proprio l'impiccagione del fratellastro di Saddam Hussein, Barzan Ibrahim al-Tikriti. La sua esecuzione, con quella dell'ex-presidente del tribunale rivoluzionario iracheno, Awad al-Bandar, coimputati nello stesso processo, era originariamente prevista nella stessa notte nella quale fu eseguita quella di Saddam; fu poi rinviata alle 03:00 (ora locale) del 15 gennaio 2007.
La pressione sul collo fu così forte (nonostante l'uso del metodo del long drop) che la testa si staccò dal resto del corpo, non si sa se prima o dopo il suo decesso.
La notizia che la corda aveva tranciato di netto il collo del condannato, facendone schiantare il corpo al suolo e rotolare la testa a diversi metri di distanza (come riferito dai giornalisti che avevano potuto visionare il video dell'esecuzione, rimasto questa volta riservato, dopo le polemiche per la pubblicità di quello della morte di Saddam), fu accolta con orrore.